# Station Korinth
Station Korinth is een voormalig spoorwegstation in Korinth, Denemarken. Het station lag aan de spoorlijn Ringe - Faaborg die in 1882 was aangelegd door de Sydfyenske Jernbaner (SFJ).
Het station Korinth werd op 1 april 1882 geopend. Het stationsgebouw was ontworpen door N.P.C. Holsøe. Het emplacement kende enkele sporen, een losspoortje en een kleine goederenloods. Aan de noordwestzijde van het emplacement lag een aftakking naar een houtzagerij, met een losperron en een kleine draaischijf voor goederenwagons.
Op 27 mei 1972 werd het reizigersverkeer tussen Ringe en Faaborg beëindigd. Het goederenvervoer bleef doorgang vinden, totdat de DSB in 1987 ook dit vervoer stopzette. In 1989 werd de spoorlijn overgenomen door de museumspoorlijn Syd Fyenske Veteranjernbane en Korinth werd een stopplaats voor de museumtreinen tussen Ringe en Faaborg. In 2002 werd het trajectdeel tussen Ringe en Korinth opgeheven; het spoor tussen beide plaatsen werd opgebroken en het oude tracé werd tot een wandel-/fietspad omgebouwd. Korinth werd hiermee het nieuwe eindpunt van de museumlijn. Het emplacement is door het museum voorzien van een draaischijf voor de locomotieven. Het stationsgebouw is in eigendom van de gemeente Faaborg-Midtfyn.

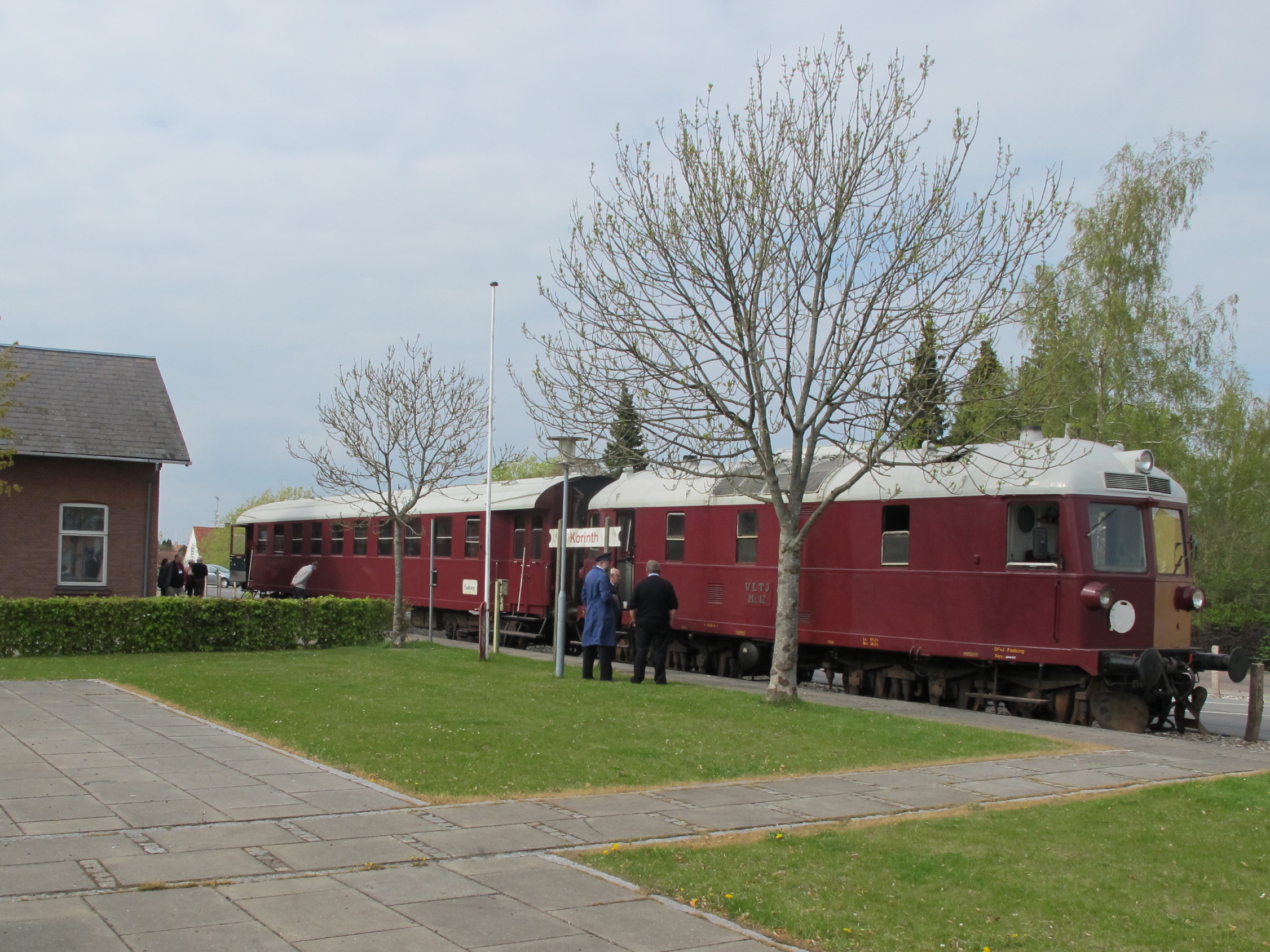
Station Korinth, met de ex-VLTJ ML12, 11 mei 2013